# Межова Варвара Василівна
Варвара Василівна Межова (1917, село Платава Воронезької губернії, тепер Воронезької області, Російська Федерація — ?) — радянська діячка, кочегар котельного цеху Орської ТЕЦ Чкаловської (Оренбурзької) області. Депутат Верховної ради СРСР 2—3-го скликань.

## Життєпис
Народилася в багатодітній селянській родині. Закінчила чотири класи сільської школи. Працювала у власному сільському господарстві та в колгоспі села Платави Воронезької області.
З 1935 до 1936 року — робітниця-вантажниця торфорозробок в Ярославській області.
У 1936—1938 роках — робітниця-чорнороб на будівництві Нікелькомбінату в місті Орську Оренбурзької області.
У 1938 році закінчила шестимісячні курси дозаводського навчання штукатурів у місті Орську. Після закінчення курсів працювала штукатуром на будівництві Орської теплоелектроцентралі.
З вересня 1938 до 1940 року — чергова димотягу, з 1940 до 1941 року — машиніст компресора Орської теплоелектроцентралі. У 1941 році закінчила курси кочегарів.
У 1941 — після 1950 року — кочегар котельного цеху Орської теплоелектроцентралі (ТЕЦ) Чкаловської (Оренбурзької) області.
Подальша доля невідома.

## Нагороди та відзнаки
- медаль «За доблесну працю у Великій Вітчизняній війні 1941—1945 рр.»
- медалі